# Gastrotheca monticola
La granota marsupial (Gastrotheca monticola) és una espècie de granota de la família del hemipràctids. Va ser descrit per Thomas Barbour i G. Kingsley Noble el 1920.
Viu en arbustos de boscos tropicals humits de muntanya, en bromeliàcies, i en hàbitats alterats que conserven boscs a les aixelles de fulles de palmera als parcs, als terrats, als boscos de brolla i de ribera dins de parcel·les de conreu, i a les plantacions de plàtans i cafès. Les femelles porten els ous en bosses a l'esquena i posen els capgrossos als rierols.

## Distribució
Cotes de 1900–1960 m a les proximitats a la vall del riu Huancabamba, que desemboca cap al sud al riu Chamaya, afluent del riu Marañón; l'espècie es troba a Ayabaca (2700 m) al nord-oest de la localitat tipus. La seva distribució s'estén cap al sud-est fins a diverses localitats a elevacions de 2360-3235 m a la part nord de la Cordillera Central al Departament d'Amazones, Perú.